# Mathieu Grosch
Pour les articles homonymes, voir Grosch.
Mathieu J.H. Grosch, né le 14 septembre 1950 à Eupen est un homme politique belge germanophone, membre du Christlich Soziale Partei.
Il est licencié de langues germaniques à l'université de Liège (1973) et a une habilitation à enseigner dans le second cycle de l'enseignement secondaire (1974).
Il fut professeur d'anglais et d'allemand (1974-1981).
Il est membre :
- de la fondation Robert-Schuman.
- du conseil d'administration de l'aéroport de Liège (depuis 1996)
- du bureau du PPE

## Distinctions
- Grand officier de l'ordre de Léopold (2009)[1]
- Officier de l'ordre du Mérite de la République fédérale d'Allemagne
- Médaille du Mérite de l'Euregio Meuse-Rhin;

## Fonctions politiques
- 1986- : Membre du bureau national du CSP (depuis 1986).
- 1994- : Membre du bureau du PPE (depuis 1994).
- 1981-1984 : Conseiller du Premier ministre.
- 1984-1985 : Membre du conseil de la province de Liège.
- 1986-1994 : Membre du Conseil de la communauté germanophone.
- 1986-1990 : Ministre du gouvernement de la communauté germanophone.
- 1990-1994 : Président du Conseil de la communauté germanophone.
- 1991-2012 : Bourgmestre de la commune de La Calamine.
- 1994-2014 : Député au Parlement européen (1994-2014).
- 2014- : Coordinateur Européen Grands réseaux de Transport